# Levoncourt (Meuse)
Levoncourt település Franciaországban, Meuse megyében. Lakosainak száma 56 fő (2022. január 1.). Levoncourt Baudrémont, Érize-Saint-Dizier, Gimécourt, Lavallée, Lignières-sur-Aire, Rumont és Villotte-sur-Aire községekkel határos.

## Népesség
A település népességének változása:
| Lakosok száma | 58   | 50   | 46   | 47   | 58   | 57   | 57   | 60   | 59   | 56   |
|               | 1968 | 1982 | 1990 | 2006 | 2013 | 2015 | 2017 | 2019 | 2020 | 2022 |